# احمد العطار
احمد العطار (انگلیسی: Ahmed El-Attar؛ زادهٔ ۱ ژانویهٔ ۱۹۶۷) بازیکن هندبال اهل مصر بود.